# جک آرمیتاژ
جک آرمیتاژ (انگلیسی: Jack Armitage؛ زادهٔ ۲۱ اوت ۱۸۹۷) بازیکن فوتبال اهل بریتانیا است.
از باشگاه‌هایی که در آن بازی کرده‌است می‌توان به باشگاه فوتبال اولدهام اتلتیک، باشگاه فوتبال ساوتند یونایتد، باشگاه فوتبال نورث‌همپتون تاون، و باشگاه فوتبال برنلی اشاره کرد.